# Tuấn Khanh (nhạc sĩ sinh 1933)
Trần Trọng Ngọc (sinh ngày 10 tháng 12 năm 1933), thường được biết đến với nghệ danh Tuấn Khanh, là một nam nhạc sĩ kiêm ca sĩ người Việt Nam.

## Tiểu sử
Năm 1950, gia đình ông chuyển về sống ở Hà Nội. Ông học vĩ cầm từ người anh cả. Sau đó ông học thầy Nguyễn Văn Diệp (vốn là học sinh trường “Pháp quốc Viễn đông âm nhạc viện” từ năm 1927). Từ thầy Diệp, ông lại được học thầy người Pháp tên là De Haut, đến khi thầy về Pháp thì được giới thiệu học thầy Rits. Tuy học violin nhưng nhạc sĩ Tuấn Khanh lại có cả giọng hát bẩm sinh rất hay. Năm 1953, ông ghi danh cuộc thi giọng hát hay của Đài Pháp-Á và đoạt giải nhì sau nữ ca sĩ Thanh Hằng (sau này là ca sĩ Lệ Hằng). Cũng trong năm này ông giành giải nhất thanh nhạc trong cuộc thi của Đài phát thanh Hà Nội.
Năm 1955, ông di cư vào miền Nam Việt Nam. Tại Sài Gòn, ông đàn ở đài phát thanh và ban giao hưởng của Trường Quốc gia Âm nhạc và Kịch nghệ. Nhạc phẩm đầu tiên của ông là "Đò ngang" (viết cùng Y Vân) và lấy bút danh là Tuấn Khanh. Nói về bút danh, ông có người anh tên là Trần Trọng Tuấn, là người khai tâm trong âm nhạc cho ông vào thuở ban đầu. Khi Tuấn Khanh quyết định vào Nam, ông muốn lấy một cái tên ghi nhớ kỷ niệm với người anh của mình, nên ghép tên của người anh này và người con đầu lòng của Trần Trọng Tuấn (tên Trần Trọng Khanh), trở thành Tuấn Khanh. Tuấn Khanh là nghệ danh ông chỉ ký với các sáng tác nhạc thính phòng, còn khi sáng tác nhạc đại chúng ông lại lấy những tên khác. lý do của việc lấy bút danh khác như vậy là ông muốn cái tên Tuấn Khanh của mình chỉ gắn với loại nhạc thính phòng mang tính chất sang cả, còn các bài nhạc đại chúng thì viết với tên khác. Tuy nhiên, dù những bài hát đại chúng không được đánh giá cao về mặt nhạc lý, nhưng lại vô cùng ăn khách và bán được rất nhiều bản nhạc rời. Theo ông kể thì sồ tiền thu được này đã giúp ông trang trải được cuộc sống trong hoàn cảnh khó khăn vào thời điểm năm 1968, ngoài ra còn dư tiền để ông tậu được một xế hộp cũ.
Năm 1982, Tuấn Khanh rời Việt Nam sang Hoa Kỳ rồi định cư tại Garden Grove, California. Tại đây, ông mở một tiệm phở mang tên "Hoa Soan...Bên Thềm Cũ".
Năm 2002, Trung tâm Thúy Nga thực hiện Paris By Night 64 - Đêm Văn Nghệ Thính Phòng vinh danh ông, cùng với hai nhạc sĩ Vũ Thành An và Từ Công Phụng.
Năm 2008, ông về thăm Việt Nam và cho ra mắt album Hoa soan bên thềm cũ.
Năm 2021, Trung tâm Thúy Nga thực hiện chương trình Thúy Nga Music Box 41 với tựa đề Tình khúc Tuấn Khanh - Chiếc Lá Cuối Cùng, cùng với ca sĩ Ý Lan, Ngọc Anh, Trần Thái Hòa.

## Bút danh khác
Nhạc sĩ Tuấn Khanh có những bài hát viết theo đơn đặt hàng của nhà xuất bản với nhiều bút danh khác nhau như Thương Hoài Thương (Lệ Tình, Tuy Anh Không Nói), Trần Kim Phú (Vì Lỡ Thương Nhau, Tỉnh Giấc), Hoàng Mộng Ngân (Tình Buồn Em Gái)….

## Nhận xét
| “          | Trong tất cả những nhạc sĩ đã suốt một đời sáng tác cho quê hương Việt Nam biết bao nhiêu luân lạc, Tuấn Khanh là một nhạc sĩ đã nối tiếp con đường nhạc tiền chiến rất thành công. | ” |
| — Phạm Duy | |   |

## Nhầm lẫn
Tác giả của bài Thầm kín là Phượng Linh (Nguyễn Văn Đông). Nhạc sĩ Tuấn Khanh có soạn lời vọng cổ cho bài hát này.

## Tác phẩm
- Anh đi quân dịch đã về (1959)[3]
- Buồn đêm vắng (1966)
- Ca khúc trở về (1963)
- Chiếc lá cuối cùng (1963)
- Chiều biên khu (1960)[3]
- Chiều rừng (1958)[3]
- Chúng mình đẹp đôi (1966)
- Dù thương không nói (1960)
- Dừng bến (1968)[4]
- Dưới giàn hoa cũ (1962)
- Đò ngang (1958)[5]
- Đồi sim (1963)
- Đêm lạnh ga buồn
- Đêm này nghỉ đỡ chân (1961)
- Đẹp đôi (1963)
- Đường về chiến tuyến (1962)[3][6]
- Gió đêm (2021)[7]
- Giọt lệ vu quy (1965)[8]
- Giữa lòng đô thị (1963)[9]
- Gọi buồn
- Gót lãng du (1958)[10]
- Hoa cài thép súng (1961)[3]
- Hai kỷ niệm một chuyến đi (1964)[8]
- Hoa soan bên thềm cũ (1959)[11]
- Hồn bướm mơ tiên (1964) [12]
- Khuya nay
- Kiếp sau (1958)
- Kiếp sầu đau (Nhớ nhau)
- Lời tạ tình
- Mộng đêm xuân (1961)
- Một chiều đông (1966)
- Một gian nhà nhỏ [13]
- Một sớm anh về (1960)
- Mưa lạnh hoàng hôn (1961)[14]
- Mùa xuân đầu tiên (1966)[15]
- Ngày nào con trở về (1963)[3]
- Nhạt nhoà
- Nhớ nhau
- Như là tình yêu
- Như muôn lớp sóng
- Những chiều tan học
- Những chiều lá đổ
- Những ngày xa cách.[8]
- Những lời ru cuối [16]
- Nẻo đường kỷ niệm (1965)[8]
- Nếu còn thương (1963)
- Nỗi niềm
- Quán nửa khuya (1961)[8]
- Phiên chợ làng bên
- Phép lạ
- Sầu mộng (1963)
- Sau mùa chinh chiến
- Sao chẳng nói (1962)
- Tại vắng anh
- Thắm miếng trầu duyên (1960)
- Thầm gọi tên em
- Tháng 9 dòng sông (MTV)
- Thương nhau (1961)
- Thương nhớ người đi [17]
- Tôi mở vòng tay (1964)
- Tình buồn em gái [18]
- Tình lính vô bờ
- Tình trong khói lửa[3]
- Tỉnh giấc [19]
- Ước hẹn
- Vườn đời (1958)
- Vầng trăng ai xẻ làm đôi (1965)[20]
- Vì lỡ thương nhau [21]
- Xin cho đôi mình